# Anurak Mungdee
Anurak Mungdee (thailändisch อนุรักษ์ มุ่งดี; * 1. Januar 2002) ist ein thailändischer Fußballspieler.

## Karriere
Anurak Mungdee erlernte das Fußballspielen in der Jugendmannschaften von Buriram United, Navy FC, Nakhon Ratchasima FC, Nakhon Ratchasima Prokick United und dem Ubon Poly FC sowie in der Schulmannschaft des Nakhon Ratchasima College. Seinen ersten Vertrag unterschrieb er im Sommer 2023 beim Drittligisten Ubon Kruanapat FC. Mit dem Verein aus Ubon Ratchathani spielte er 22-mal in der North/Eastern Region der Liga. Nach einer Spielzeit wechselte er im Juli 2024 zum Erstligaaufsteiger Nakhon Ratchasima FC.
Sein Zweitligadebüt für den Klub aus Nakhon Ratchasima gab Mungdee am 28. August 2024 (4. Spieltag) im Auswärtsspiel gegen den Uthai Thani FC. Bei dem 1:1-Unentschieden wurde er in der 85. Minute für Nattanan Biesamrit eingewechselt.